# Benjamín Carrillo Puerto
Benjamín Carrillo Puerto fue un revolucionario mexicano, nacido en Motul, Yucatán en 1893 y fallecido en la ciudad de Mérida, capital del estado, el 3 de enero de 1924 al ser fusilado junto con sus hermanos, Felipe, Wilfrido y Edesio, tras el cruento golpe de Estado que derrocó al gobierno socialista de Carrillo Puerto.

## Datos biográficos
De muy joven fue enviado por su familia a la Ciudad de México con el propósito de hacer la carrera en el Colegio Militar de Chapultepec, graduándose como subteniente en 1913. En ese año participó en una campaña contra los sublevados en el estado de Nayarit, donde resultó herido en acción de guerra. Alcanzó el grado de capitán segundo en el ejército federal.
Más tarde se unió a los Constitucionalistas, afiliándose a las tropas del general Lucio Blanco, en las que formó parte integrante del estado mayor. 
Regresó a Yucatán y colaboró con su hermano Felipe en la conformación del Partido Socialista del Sureste. Como militante de este fue diputado local en su estado y después diputado federal. Fue secretario general de la Liga Central de ese partido.
Ya durante la gobernatura de su hermano en Yucatán, después de la elección de 1921, colaboró en tareas administrativas. Cuando sobrevino la llamada rebelión delahuertista que derrocó del poder público a Carrillo Puerto, acompañó a su hermano en su intento de huir del estado, pero fue apresado  en la isla Holbox, regresado a Tizimín primero, y después a Mérida, con doce personas más, incluyendo sus tres hermanos, siendo fusilados todos ellos en el panteón civil de la ciudad de Mérida después de un juicio militar sumarísimo, la madrugada del 3 de enero de 1924.